# رمسيس الحادي عشر
رمسيس الحادي عشر، حكم من عام 1107 قبل الميلاد إلى 1078 أو 1077 قبل الميلاد، كالملك العاشر والأخير من الأسرة المصرية العشرين، وبالتالي كان آخر ملوك الدولة الحديثة. حكم مصر لمدة لا تقل عن 29 عامًا، رغم أن بعض علماء المصريات يعتقدون أنه قد حكم لمدة تصل إلى 30 عامًا. الرقم الأخير يزيد بنحو سنتين عن أعلى تاريخ معروف لهذا الملك، وهو السنة العاشرة من حقبة وحم مسوت أو السنة 28 من حكمه. وقد اقترح عالم واحد، أد تيجس، أن رمسيس الحادي عشر قد حكم لمدة تصل إلى 33 عامًا.
يُعتقد أن رمسيس حكم حتى عامه الـ29 لأن نقشًا على جدارية يُسجل أن الجنرال والكاهن الأكبر لآمون بايعنخ عاد إلى طيبة من النوبة في اليوم 23 من شهر شمو الثالث—أي قبل ثلاثة أيام فقط من بداية العام الـ29 من حكم رمسيس الحادي عشر. من المعروف أن بايعنخ قد قاد حملة في النوبة خلال السنة 28 من حكم رمسيس الحادي عشر (أو السنة العاشرة من عصر تجديد الولادات أو عصر النهضة أو الوحم مسوت)، وعاد إلى مصر في العام التالي.

## الخلفية
كان يُعتقد سابقًا أن رمسيس الحادي عشر هو ابن رمسيس العاشر من الملكة تيتي، التي كانت تحمل ألقاب "أم الملك"، و"زوجة الملك"، و"ابنة الملك". ومع ذلك، كشفت الأبحاث الأكاديمية الحديثة في نسخ معينة من أجزاء من بردية هاريس (أو بردية BM EA 10052)—التي جمعها أنتوني تشارلز هاريس—والتي تناقش مؤامرة حريم ضد رمسيس الثالث، أن تيتي كانت في الواقع ملكة الملك رمسيس الثالث. لذلك، فإن والدة رمسيس الحادي عشر لم تكن تيتي، وعلى الرغم من أنه قد يكون ابن سلفه، فإن هذا الأمر لم يُثبت أيضًا. يُعتقد أن رمسيس الحادي عشر تزوج من تنتامون، ابنة نبسني، ويُفترض أنه أنجب معها دوات حتحور حنوت تاوي—زوجة الكاهن الأكبر المستقبلي باينجم الأول. قد يكون لدى رمسيس الحادي عشر ابنة أخرى تُدعى تنتامون، التي أصبحت زوجة الملك سمندس في الأسرة التالية.
في وقت ما خلال فترة حكمه، تم إقصاء الكاهن الأكبر لآمون، أمنحتب، كاهن آمون، من منصبه بواسطة بانحسي، نائب كوش الذي سيطر لبعض الوقت على منطقة طيبة. وعلى الرغم من أن "إقصاء الكاهن الأكبر لآمون" كان يُؤرخ سابقًا لبداية حكم رمسيس الحادي عشر (قبل السنة التاسعة من حكمه)، فقد تغير الرأي السائد حديثًا إلى أن هذا الحدث وقع قبل فترة قصيرة من بداية [[وحم مسوت] أو عصر النهضة، وهي حقبة بدأت في السنة التاسعة عشرة من حكمه، ربما للتأكيد على عودة الأوضاع إلى طبيعتها بعد انقلاب بانحسي.

## تاريخ اعتلاء العرش
عادةً ما يُحدد تاريخ اعتلاء رمسيس الحادي عشر للعرش في اليوم 20 من الشهر الثالث من فصل الحصاد (الشمو) . ومع ذلك، تم نشر جزء من بردية من دير المدينة من الأسرة العشرين في عام 2023 بواسطة عالم المصريات روبرت ج. ديماري، يُشير إلى تاريخ جزئي من السنة الرابعة، الشهر الثالث من فصل الفيضان (آخت) مع تغيير إلى السنة الأولى، الشهر الرابع من آخت. وعلى الرغم من أن كلا الملكين غير مذكورين بالاسم، إلا أن ديماري يرجح أن هذه البردية تشير إلى عهد رمسيس العاشر وخلفه رمسيس الحادي عشر. وإذا تم تأكيد ذلك، فسيعني أن تاريخ اعتلاء رمسيس الحادي عشر للعرش كان بين الشهر الثالث والرابع من آخت وليس في اليوم 20 من الشهر الثالث من فصل شمو كما يُفترض عادةً.
أوضح ديماري في ورقته البحثية لعام 2023 أن المصادر التي تدعم تاريخ اعتلاء العرش في اليوم 20 من الشهر الثالث من فصل شمو لرمسيس الحادي عشر ليست حاسمة:
الوثيقتان الأساسيتان المقتبستين هما P. Turin Cat. 1888 + Cat. 2095 وP. Ashmolean Museum 1945.96، البردية التبني. الأولى هي نص يوميات من عهد رمسيس الحادي عشر تحتوي على سلسلة من التواريخ الممتدة عبر عدة أشهر، مع وجود تاريخ كامل واحد فقط: السنة 18، الشهر الرابع من شمو، اليوم 14 أو 24. اعتبار هذا تأكيدًا قاطعًا على حدوث تغيير حديث في السنة هو تكهن غير مثبت. الوثيقة الثانية هي بردية التبني الشهيرة، P. Ashmolean Museum 1945.96. ووفقًا لتحريرها الأول بواسطة آلان غاردينر، تسجل السطور الافتتاحية لهذه الوثيقة زيارة رمسيس الحادي عشر في اليوم 20 من الشهر الثالث من فصل شمو لمعبد الكرنك لإعلان اعتلائه العرش أمام الإله آمون، تبعها تقديم قربان لهذا الإله. النص يتحدث بوضوح فقط عن إعلام الإله آمون باعتلاء الملك للعرش – سرت خع إن نتر پن شپس إن إمن. خلافًا لرأي العلماء الذين افترضوا أولًا أن اعتلاء العرش كان في هذا اليوم، فإن تتويج الملك لم يحدث في هذا اليوم في الكرنك. من المؤكد أن هذا الحفل كان قد أُجري في وقت سابق إما في الإقامة الملكية في الدلتا أو في منف، وكالمعتاد كان على الملك لاحقًا أن يزور الآلهة الأخرى لإعلامهم باعتلائه العرش.

## عصر وحم مسوت

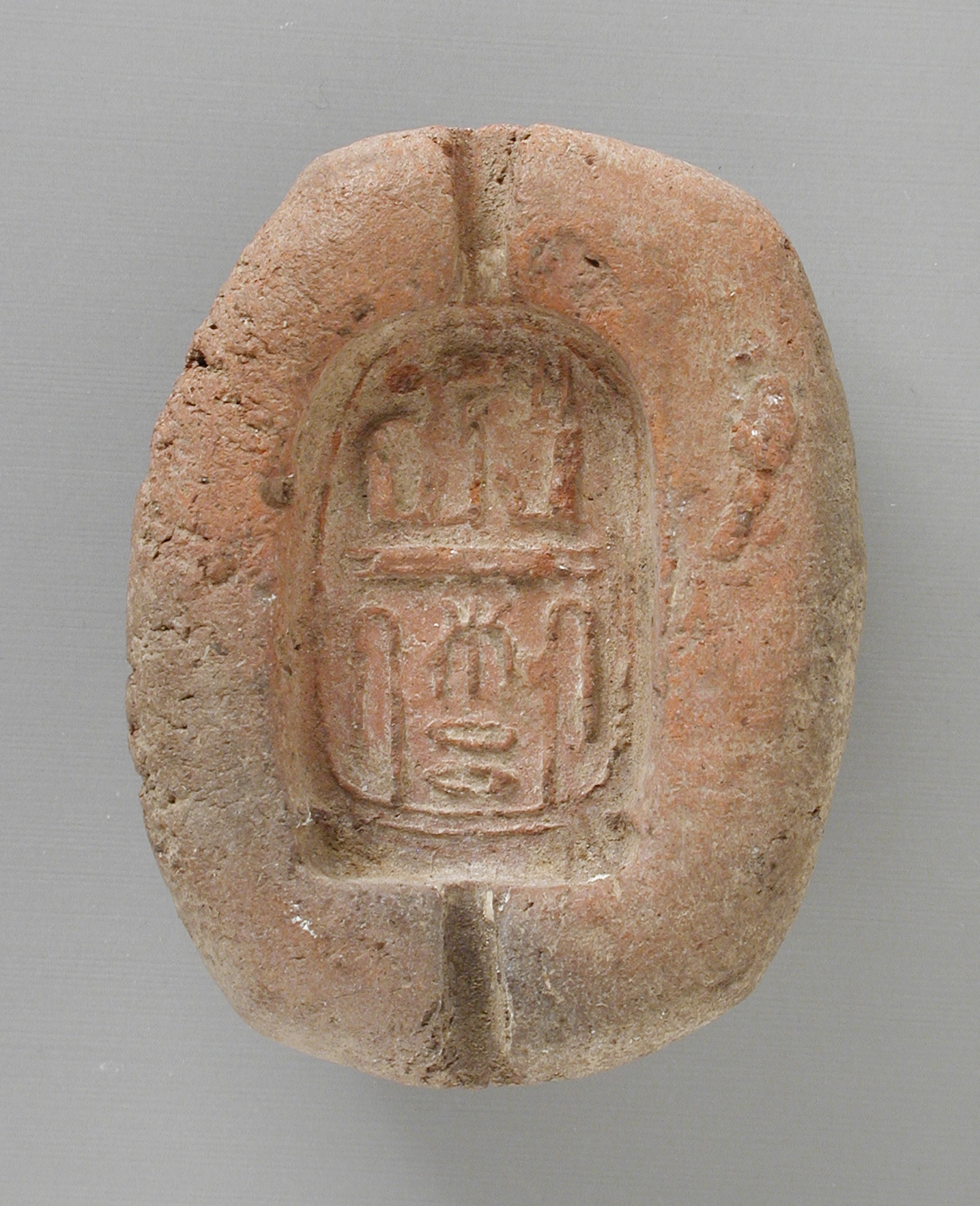
قالب يحمل اسم رمسيس التاسع أو الحادي عشر في متحف مقاطعة لوس أنجلوس للفنون

يُعد عهد رمسيس الحادي عشر مميزًا بظهور عدد كبير من البرديات الهامة، بما في ذلك "بردية التبني" التي تذكر السنوات الأولى والثامنة عشرة من حكمه؛ بردية المتحف البريطاني 10052، بردية ماير أ، بردية المتحف البريطاني 10403 وبردية المتحف البريطاني 10383 (والأخيرة تتضمن روايات عن محاكمات سرقة المقابر التي جرت خلال السنتين الأوليين من وحم مسوت)؛ بردية أمبراز (تتضمن قائمة بالوثائق التي أُعيد شراؤها في السنة السادسة من وحم مسوت، بعد أن سُرقت من أرشيف أحد المعابد، ومن المحتمل أن ذلك حدث خلال فترة الفوضى الناتجة عن قمع الكاهن الأكبر لآمون أمنحتب). وبردية الضرائب بتورينو، لسنة غير محددة 12؛ بردية المتحف البريطاني 10068 التي تحتوي على جانبها الخلفي قائمتين، تُعرف إحداهما باسم "قائمة المنازل" (لسنة غير محددة 12) والأخرى باسم قائمة "سرمت" (غير مؤرخة، ولكنها تأتي بعد قائمة المنازل بقليل). وبردية المتحف البريطاني 9997، لسنة غير محددة 14 و15؛ وسلسلة كاملة من الرسائل المتأخرة من عهد الرعامسة كتبها، من بين آخرين، كتبة المقابر چحوتي مسو، بوتهامون، والكاهن الأكبر باعنخ. وتوضح الرسالة المتأخرة من عهد الرعامسة رقم 9 أن فترة وحم مسوت امتدت إلى السنة العاشرة (وهي ما يعادل تقريبًا السنة 28 من حكم رمسيس الحادي عشر).
تم اعتبار بانحسي لاحقًا عدوًا في العديد من البرديات من السنة الأولى والثانية من وحم مسوت (والتي تعادل السنة 19 و20 من حكم رمسيس الحادي عشر)، حيث تم ربط اسمه بشكل مستمر بـ"مخصص الطائر النَجس (الصغير بالمصرية) [أو] (‘السيء’) كرمز تفسيري" في هذه البرديات.
كيف انتهت فترة الفوضى التي تسببت بها ثورة بانحسي، ومن الذي أطاح به في النهاية من طيبة، غير معروف بسبب نقص المصادر الصريحة. ومع ذلك، يبدو أن بانحسي انسحب إلى النوبة ونجح في الحفاظ على قاعدة قوة هناك لأكثر من عقد.
في السنة العاشرة من وحم مسوت، قاد الجنرال والكاهن الأكبر باعنخ حملة إلى النوبة "لمقابلة بانحسي".
على الرغم من الافتراض الشائع بأن الهدف من هذه الحملة كان محاربة نائب الملك السابق، إلا أن هذا الأمر غير مؤكد على الإطلاق.
في الواقع، المصادر غامضة حول هذه النقطة، وربما تغير المناخ السياسي بمرور الوقت. هناك بعض الأدلة على أنه في هذا الوقت ربما لم يعد باعنخ خادمًا مخلصًا لرمسيس الحادي عشر، مما يفتح احتمال أنه كان يتفاوض سرًا مع بانحسي، وربما كان يخطط حتى ضد الملك الحاكم.
كتب إدوارد وينتي: "يبدو أن نائب الملك وجنوده النوبيين كانوا مخلصين، حيث أن التعليقات التي أدلى بها خصمه باعنخ في الرسالة رقم 301 كانت متحيزة ضد الفرعون، رمسيس الحادي عشر." في هذه الرسالة، التي تُعرف بشكل أفضل باسم الرسالة المتأخرة من عهد الرعامسة رقم 21، قال باعنخ:
| رمسيس الحادي عشر | أما الفرعون، طاب عمره، كيف يمكنه أن يصل إلى هذه الأرض؟ وعلى من لا يزال الفرعون، طاب عمره، متفوقًا؟ | رمسيس الحادي عشر |

في نفس الرسالة وفي رسالتين أخريين (الرسالة رقم 34 ورقم 35) يعطي باعنخ أمرًا لكتبة المقبرة تجرواي (=چحوتيموس)، السيدة نجمت، وشخص يُدعى بيسوبين بالقبض سرًا على اثنين من رجال الشرطة المِجاي واستجوابهما بشأن بعض الأمور التي يبدو أنهما قالاها:
| رمسيس الحادي عشر | إذا اكتشفوا أن الأمر صحيح، يجب أن تضعهم في سلتين ويجب أن يُلقوا (في) هذا الماء ليلًا. لكن لا تدع أحدًا في الأرض يعلم بذلك. | رمسيس الحادي عشر |

بينما ربما كان لدى باعنخ السلطة لإعدام الناس، من الجدير بالذكر أن مراسليه طُلب منهم صراحةً إبقاء الأمر سرًا. وقد تم الادعاء بأنه، نظرًا للموقع العالي الذي كان يشغله باعنخ في ذلك الوقت، فإن السرية لا يمكن أن تكون إلا بشأن الملك. إذا كان هذا صحيحًا، فإنه يتبع أن الوضع السياسي في ذلك الوقت يجب أن يكون معقدًا للغاية، مع احتمال أن يكون باعنخ يتصرف وفقًا لأجندة خفية. لسوء الحظ، بسبب قلة المصادر المتاحة، تبقى العلاقات الدقيقة بين الشخصيات الرئيسية الثلاثة، باعنخ، بانحسي، ورمسيس الحادي عشر، غير واضحة. يعتقد بعض العلماء أن الحملة على النوبة كانت جزءًا من صراع مستمر على السلطة بين الكاهن الأكبر لآمون ونائب الملك في كوش. ومع ذلك، من الممكن أيضًا أن باعنخ جاء لإنقاذ بانحسي ضد عدو مشترك. الفعل الذي غالبًا ما يُترجم إلى "مهاجمة (بانحسي)" يعني في الواقع "لقاء/الذهاب إلى". في الواقع، لا الهدف من الحملة ولا نتيجتها مؤكدان بما لا يدع مجالاً للشك.
يزداد التعقيد في هذا الأمر بالنقاش المستمر حول [1] ترتيب الكهنة الكبار (سواء كان حريحور قبل باعنخ أو باعنخ قبل حريحور)، و[2] النسبة الصحيحة لعدة وثائق من عهد رمسيس الحادي عشر (سواء إلى فترة ما قبل عصر النهضة أو إلى عصر وحم مسوت نفسه).
في الوقت الحاضر، اقتراح ثيس بأن بانحسي تم إعادة تأهيله على ما يبدو من قبل رمسيس الحادي عشر في السنة 11 أو 12 من عصر وحم مسوت تم قبوله صراحة فقط من قبل عالم المصريات أ. دودسون.

## مدة الحكم
لم تُحسم بعد مسألة مدة عصر النهضة (وحَم مسوت) ولا نسبة بعض الوثائق من عهد رمسيس الحادي عشر. في الوقت الحالي، تم تأكيد اقتراح ثيس بأن بردية BM 10054 تعود إلى عصر وحَم مسوت من قبل علماء آخرين مثل يورغن فون بيكراث وآني غاس - الأخيرة في ورقة بحثية نُشرت في JEA 87 (2001) والتي درست عدة أجزاء مكتشفة حديثًا تنتمي إلى هذه الوثيقة. وبالتالي، يبدو أن أعلى تاريخ غير مُتنازع عليه لرمسيس الحادي عشر هو حاليًا السنة 11 من وحَم مسوت (أو السنة 29 الفعلية) من حكمه، حين انتهت حملة بانخ النوبية، مما يعني أن الملك حكم لمدة 29 سنة على الأقل عند وفاته—ويمكن تمديدها إلى 30 عامًا بسبب "الفجوة بين بداية الأسرة الحادية والعشرين وحكم رمسيس الحادي عشر". مع بقاء 33 سنة فرضية محتملة. كتب كراوس وواربرتون تحديدًا أن الفجوة الزمنية تشير إلى أن علماء المصريات عمومًا يقبلون بأن حكمه قد انتهى بعد سنة أو سنتين من السنة العاشرة لعصر وحَم مسوت = السنة 28 من حكمه.
ومع ذلك، يسمح أيدن دودسون بسنة 15 من وحَم مسوت بناءً على بردية BM 9997.
إما خلال عهد رمسيس الحادي عشر أو بعده بقليل، تم التخلي عن قرية دير المدينة، على ما يبدو بسبب تحويل المقبرة الملكية شمالًا إلى تانيس، ولم تعد هناك حاجة إلى خدماتهم في طيبة.

## التسلسل الزمني لعهد رمسيس الحادي عشر في أواخر المملكة الحديثة
الرأي التقليدي لتسلسل المملكة المصرية يرى أن رمسيس الحادي عشر حكم بشكل مستقل لمدة تتراوح بين 29 و30 أو 33 سنة كاملة بين رمسيس العاشر وسمندس قبل أن يموت. قبل وفاته بقليل، نقل العاصمة السياسية لمصر إلى تانيس حيث توفي ودُفن من قبل سمندس الذي خلفه ولكنه حكم مصر السفلى فقط، بينما حكم حريحور مصر العليا ككاهن أكبر لمصر في طيبة. اقتراح ثيس المنفصل بأن أول 17 سنة من حكم رمسيس الحادي عشر كانت معاصرة تمامًا لحكم رمسيس التاسع (سنوات 5-19) ورمسيس العاشر (سنوات 1-3) غير مقبول حاليًا من قبل معظم علماء المصريات باستثناء أيدن دودسون في كتابه "Afterglow of Empire" الصادر عام 2012.

## الدفن
خلال هذه الفترة المضطربة، توفي رمسيس الحادي عشر في ظروف غير معروفة. بينما كان قد أعد لنفسه مقبرة في وادي الملوك (مقبرة 4)، إلا أنها لم تُستكمل بالكامل ولم تُزخرف سوى جزئيًا، حيث رتب رمسيس الحادي عشر دفنه بعيدًا عن طيبة، ربما بالقرب من منف. ومع ذلك، تحتوي مقبرة هذا الملك على بعض الميزات غير العادية، بما في ذلك أربعة أعمدة مستطيلة الشكل، بدلًا من الأعمدة المربعة، في غرفة الدفن، بالإضافة إلى بئر دفن مركزي عميق للغاية - يصل إلى أكثر من 30 قدمًا أو 10 أمتار - والتي ربما صُممت كجهاز أمني إضافي لمنع سرقة المقابر. خلال الأسرة الحادية والعشرين، في عهد الكاهن الأكبر لطيبة بينجم الأول، استُخدمت مقبرة رمسيس الحادي عشر كورشة عمل لمعالجة المواد الجنائزية من دفنات حتشبسوت وتحتمس الثالث وربما تحتمس الأول. ظلت مقبرة رمسيس الحادي عشر مفتوحة منذ العصور القديمة واستُخدمت كمسكن من قبل الأقباط.
نظرًا لأن رمسيس الحادي عشر دفن نفسه في مصر السفلى، فقد صعد سمندس إلى عرش مصر، بناءً على العرف المعروف بأن من يدفن الملك يرث العرش. وبما أن سمندس دفن رمسيس الحادي عشر، فقد كان بإمكانه أن يتولى العرش بشكل قانوني ويدشن الأسرة الحادية والعشرين من مسقط رأسه في تانيس، حتى لو لم يكن يتحكم في مصر الوسطى والعليا، التي كانت الآن فعليًا في أيدي كهنة آمون في طيبة.

## اقرأ أيضا
- عصر النهضة
- تحتمس الثالث
- رمسيس الثاني
- رمسيس الثالث